# Soraya McDonald
Pour les articles homonymes, voir McDonald.
 (septembre 2024).
La mise en forme du texte ne suit pas les recommandations de Wikipédia : il faut le « wikifier ».
Les points d'amélioration suivants sont les cas les plus fréquents :
- Les titres sont pré-formatés par le logiciel. Ils ne sont ni en capitales, ni en gras.
- Le texte ne doit pas être écrit en capitales (les noms de famille non plus), ni en gras, ni en italique, ni en « petit »…
- Le gras n'est utilisé que pour surligner le titre de l'article dans l'introduction, une seule fois.
- L'italique est rarement utilisé : mots en langue étrangère, titres d'œuvres, noms de bateaux, etc.
- Les citations ne sont pas en italique mais en corps de texte normal. Elles sont entourées par des guillemets français : « et ».
- Les listes à puces sont à éviter, des paragraphes rédigés étant largement préférés. Les tableaux sont à réserver à la présentation de données structurées (résultats, etc.).
- Les appels de note de bas de page (petits chiffres en exposant, introduits par l'outil «  Source ») sont à placer entre la fin de phrase et le point final[comme ça].
- Les liens internes (vers d'autres articles de Wikipédia) sont à choisir avec parcimonie. Créez des liens vers des articles approfondissant le sujet. Les termes génériques sans rapport avec le sujet sont à éviter, ainsi que les répétitions de liens vers un même terme.
- Les liens externes sont à placer uniquement dans une section « Liens externes », à la fin de l'article. Ces liens sont à choisir avec parcimonie suivant les règles définies. Si un lien sert de source à l'article, son insertion dans le texte est à faire par les notes de bas de page.
- La présentation des références doit suivre les conventions bibliographiques. Il est recommandé d'utiliser les modèles {{Ouvrage}}, {{Chapitre}}, {{Article}}, {{Lien web}} et/ou {{Bibliographie}}. Le mode d'édition visuel peut mettre en forme automatiquement les références.
- Insérer une infobox (cadre d'informations à droite) n'est pas obligatoire pour parachever la mise en page.

Pour une aide détaillée, merci de consulter Aide:Wikification.
Si vous pensez que ces points ont été résolus, vous pouvez retirer ce bandeau et améliorer la mise en forme d'un autre article.
Soraya Nadia McDonald est une écrivaine et critique culturelle américaine. Elle était auparavant journaliste au Washington Post et est critique culturelle pour The Undefeated depuis 2016. McDonald a été finaliste du prix Pulitzer de la critique 2020,.

## Vie et carrière
McDonald a grandi en Caroline du Nord.  Son père est afro-américain et sa mère est juive séfarade, née au Suriname et élevée à Amsterdam, aux Pays-Bas .  McDonald a obtenu son bachelor ès arts de l'Université Howard, au cours de laquelle elle a effectué un stage au service des sports du lycée du Washington Post . Elle est retournée au Post après avoir obtenu son diplôme en tant que journaliste  et est partie en janvier 2016 pour travailler comme rédactrice culturelle principale pour The Undefeated .
Les écrits de McDonald couvrent la culture pop, les sports, la race, le genre et la sexualité.  Elle concentre fréquemment sa critique sur l'intersection de l'art et de la race et a écrit sur des sujets tels que les faiblesses d'un Gilead post-racial dans The Handmaid's Tale, et l'anxiété raciale de BlackAF.  McDonald critique souvent la nature de l'engagement du théâtre américain avec le thème de la race et a écrit sur des spectacles tels que Choir Boy , White Noise et Slave Play.  Le 4 mai 2020, elle a été nommée finaliste pour le prix Pulitzer de la critique 2020. McDonald est apparue sur le podcast Storybound en 2021 pour lire l'un des essais qui lui a valu sa nomination, Wandering In Search of Wakanda , avec une musique échantillonnée de Marco Pavé.
McDonald est également commentatrice sur l'actualité, notamment sur les implications des disparités raciales dans les cas de COVID-19.  Son travail est apparu et a été cité dans des livres et des médias journalistiques tels que NPR , Vox et Elle,,.
En 2020, elle a contribué à un chapitre du volume Believe Me édité par Jessica Valenti et Jaclyn Friedman.

## Prix et distinctions
- 2020 - Prix George Jean Nathan de la critique dramatique, lauréat[15]
- 2020 - Médaille Vernon Jarrett , finaliste, Université Morgan State[1]
- 2020 - Prix Pulitzer de la critique, finaliste[2]